# Pocilla biloba
Pocilla biloba là một loài thực vật có hoa trong họ Huyền sâm. Loài này được (L.) W.A. Weber miêu tả khoa học đầu tiên năm 1985.